# Bronwen Knox
Bronwen Knox (nascuda el 16 d'abril de 1986 a Brisbane, Queensland) és una centre/esquena davantera de waterpolo australiana. Va assistir a Hartwick College i a la Universitat Griffith, obtenint una llicenciatura en Ciències Biomèdiques, i treballa com a ajudant de laboratori. Va començar a jugar waterpolo quan tenia catorze anys. Va jugar el Nacional de la Lliga Queensland Breakers de Waterpolo abans de canviar als Victorian Tigers en la temporada 2012. La temporada 2013-14 va jugar amb l'equip grec Olympiacos en les competicions europees, guanyant el Trofeu LEN.
Ha representat a Austràlia com a membre de l'equip nacional de waterpolo femení d'Austràlia tant en segones com en nivells superiors. Ha guanyat la medalla d'or en la Copa del Món FINA 2006, la medalla de plata en el Campionat Mundial de 2007, la Copa del Món FINA 2010 i la FINA World League 2010, i la medalla de bronze en els Jocs Olímpics d'Estiu de 2008 i la FINA World League 2008. Va ser membre de l'equip Olímpic Femení d'Austràlia que va guanyar una medalla de bronze en els Jocs Olímpics del 2012 a Londres.